# ساشا ستويانوفيتش
ساشا ستويانوفيتش (بالصربية: Саша Стојановић)‏ هو لاعب كرة قدم صربي في مركز الهجوم، ولد في 21 يناير 1983 في Pasi Poljana ‏ في صربيا. لعب مع أريس ليماسول والنجم الأحمر بلغراد وإف سي آيندهوفن وجامعة كلوج ورادنيتشكي نيش ونادي آيندهوفن وهبوعيل حيفا.

## وصلات خارجية
- ساشا ستويانوفيتش على موقع الاتحاد الأوربي (الإنجليزية)
- ساشا ستويانوفيتش على موقع قاعدة بيانات كرة القدم.إي يو (الإنجليزية)
- ساشا ستويانوفيتش على موقع Soccerway.com (الإنجليزية)